# 龍首原駅
龍首原駅（りゅうしゅげん-えき）は、中華人民共和国陝西省西安市蓮湖区に位置する、西安地下鉄2号線の駅である。

## 駅構造
1面2線の地下駅である｡改札口及びコンコースは地下1階、ホームは地下2階に位置する。

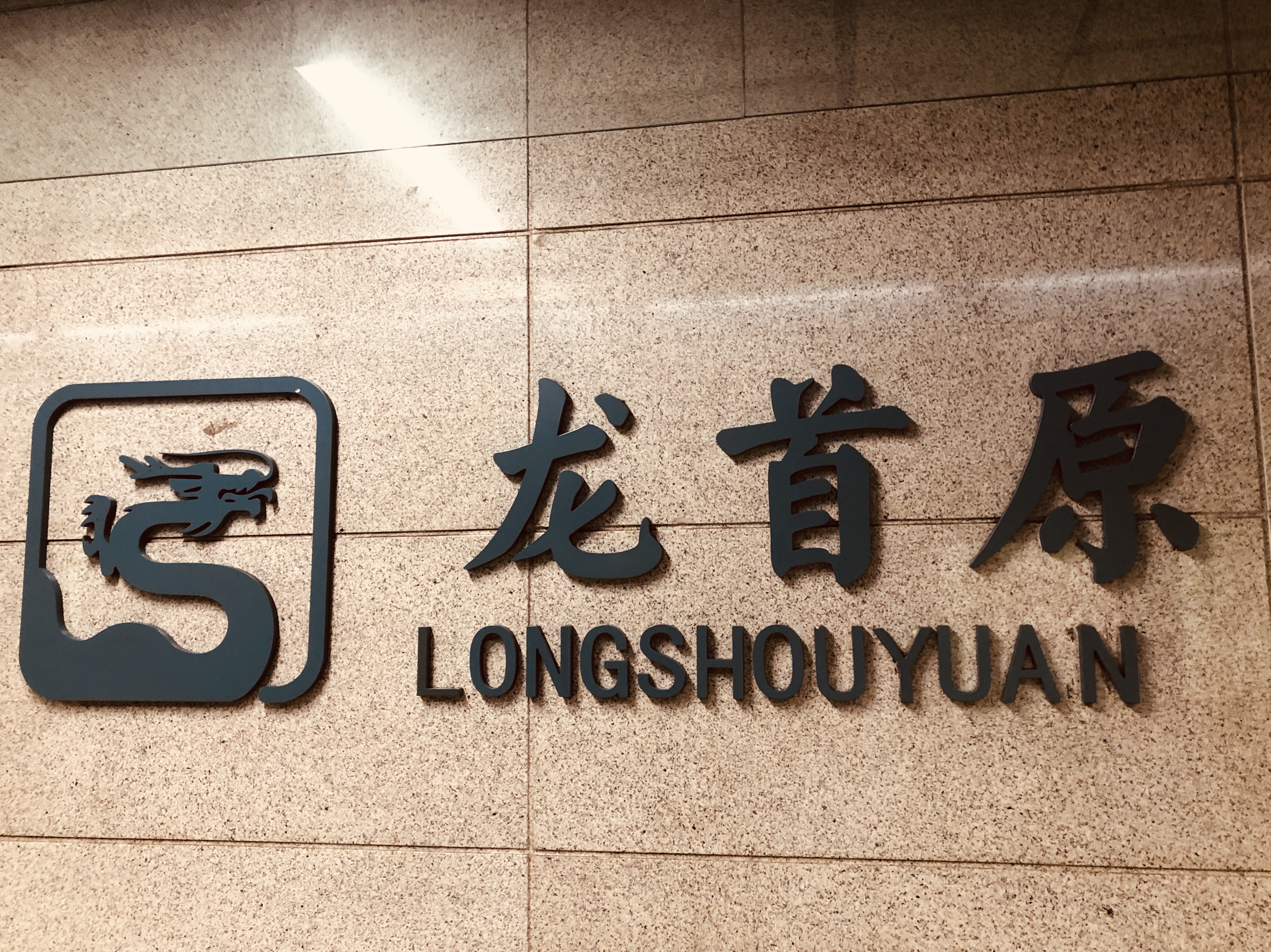
ホーム上の駅名標

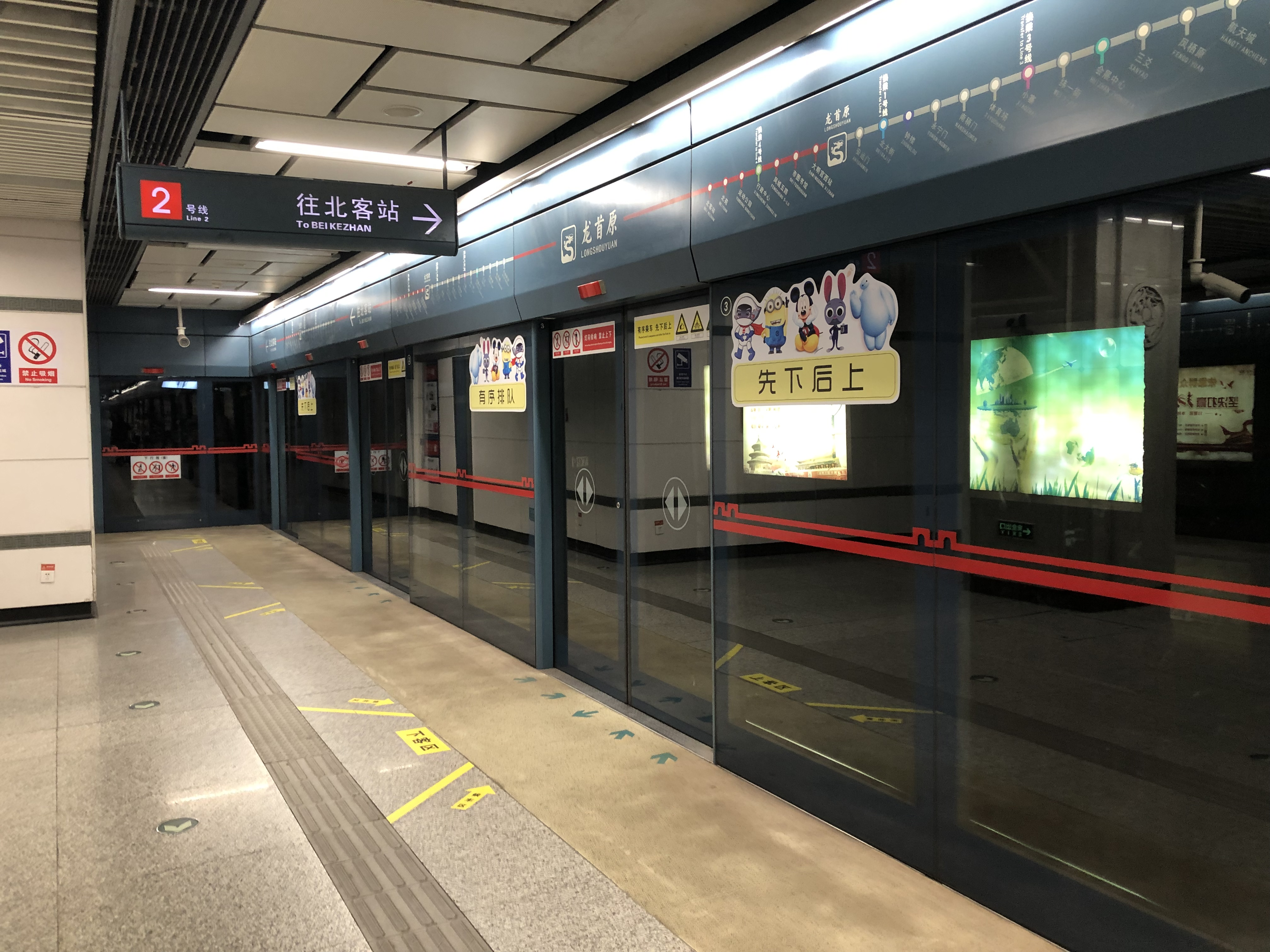
ホームの様子

## 駅周辺
- 印象城 龍首店
- 未央路
- 龍首北路
- バス停 龍首村

## 隣の駅
西安地下鉄
■2号線
 大明宮西駅 -龍首原駅- 安遠門駅 